# Тіррени
Тіррени (дав.-гр. Τυρρηνοι) — давньогрецька назва етрусків (самі себе етруски називали «расена»), а також народу, що мешкав у Лідії, на Лесбосі та Лемносі, і можливо був спорідений з етрусками.
Зазвичай етнонім «тіррени» ототожнюють і з ім'ям «тирсенів» (давн.-єгип. Tw-ry-s — тереш) — народу, що брав участь в навалі народів моря.
Давньогрецьке означення етрусків збереглося в назві Тірренського моря.